# Ochlerotatus clivis
Ochlerotatus clivis is een muggensoort uit de familie van de steekmuggen (Culicidae). De wetenschappelijke naam van de soort is voor het eerst geldig gepubliceerd in 1992 door Lanzaro & Eldridge.